# 杜迪·拜拉莫夫
杜迪·拜拉莫夫（Durdy Bayramov；1938年4月14日—2014年2月14日）是一位院士和艺术家，他被授予他本国的最高荣誉称号“土库曼苏维埃社会主义共和国人民艺术家”。在土库曼语言中，Durdy Bayramov杜迪·拜拉莫夫的名字是“Durdy Bayram”（在苏联时代才增加了俄罗斯化的后缀“ov”）。名字“Bayram”在突厥语族是“庆祝”的意思。

## 早期生活和教育
1938年4月14日，杜迪·拜拉莫夫出生在土库曼苏维埃社会主义共和国的拜拉姆阿里，当时属于苏联的一部分。他年幼时失去父母，无家可归，在塞尔达尔（旧称克孜勒阿爾瓦特）的一家孤儿院长大。成长过程中，拜拉莫夫忍饥挨饿，经历第二次世界大战和战后废墟中生活的种种艰辛。后来，他的才华被优秀的导师发掘和支持，在导师的指引下，这个努力的年轻人成为了一名专业画家。
他的第一位老师是Gennadiy Brusentsov，一个在阿什哈巴德的绍塔·鲁斯塔韦利土库曼艺术学院任教的俄罗斯艺术家。 Brusentsov担任拜拉莫夫的导师多年，且二人发展了终身的友谊。 Brusentsov曾为年轻的拜拉莫夫绘制一幅肖像，名为《年轻的足球运动员》，这幅作品被收藏于莫斯科的国家特列季亚科夫画廊。拜拉莫夫为他的老师绘制过三幅重要的肖像，最著名的一幅名为《我第一个老师的肖像》，创作于1997-1998年。
1959年至1965年，拜拉莫夫进入位于莫斯科著名的苏里科夫美术学院学习，在那里他遇见了另一位深远影响他的生活和艺术生涯的导师Dmitry Mochalsky教授（俄罗斯）。Mochalsky曾获前苏联的最高艺术荣誉称号——苏联人民艺术家，他最为人称道的是“能突出表达本质，而不被无关细节影响”。他无私的把这个方法传授给许多学生，包括杜迪·拜拉莫夫。

## 职业生涯

### 20世纪60年代
在1965年完成他的正式教育后，拜拉莫夫加入苏联艺术家联盟，并开始了他作为一个专业画家的艺术生涯。一开始，杜迪·拜拉莫夫醉心于风景绘画。他早期的许多风景作品（包括一些他在学生时代的创作）得到了评论家的高度赞扬。他的著名画作《和平之土》（1969）被认为是土库曼风景画的经典之作。
在1966年，拜拉莫夫迎娶了他心爱的缪斯Dunyagozel“Gozel”Ilyasova，她是他最常見的绘画主题之一，并给了他一生的灵感。拜拉莫夫创作了一系列以Gozel为题的纸上绘画送给她，其中包括53幅Gozel的肖像和四幅花卉作品。
1965年至1968年，拜拉莫夫在阿什哈巴德的绍塔·鲁斯塔韦利土库曼艺术学院教授艺术。

### 20世纪70年代
1970年，拜拉莫夫获得了第一个主要的艺术荣誉，土库曼苏维埃社会主义共和国列宁共青团奖。1972年，他获得苏联列宁共青团奖。 1971年，他完成了被誉为是第一幅土库曼自画像的作品，这个作品之前被位于莫斯科的苏联艺术家联合会收藏。
在此期间，拜拉莫夫領先其他土库曼画家以第二次世界大战作为主题进行创作。他的作品《前线援助》描绘普通土库曼斯坦妇女愿意奉献自己最珍贵的财产来帮助士兵的深深爱国情义。 同一时期，拜拉莫夫关注的另一个主题是土库曼地毯的制作过程。这个主题可见于他著名的作品《土库曼地毯制作者》（1971年），描绘了妇女在地毯厂工作的情景。1971年，这件苏联时代土库曼艺术的杰作在位于莫斯科的国家东方艺术博物馆首次展出，后来在1979年被国家特列季亚科夫画廊收藏。
1971年到1973年，由于热衷帮助新晋艺术家，拜拉莫夫回到阿什哈巴德的绍塔·鲁斯塔韦利土库曼艺术学院教艺术。
在20世纪70年代中期，拜拉莫夫开始创作后来成为他最著名系列的《文化人物》。这一系列人物肖像画作，拜拉莫夫描绘了他认为在20世纪末和21世纪初对土库曼文化遗产作出重要贡献的人物。这个《文化人物》系列创作跨越40多年，共计超过150幅肖像绘画作品。

### 20世纪80年代
1980年，拜拉莫夫被嘉奖为土库曼苏维埃社会主义共和国的功勋艺术工作者。1984年，在庆祝土库曼苏维埃社会主义共和国和土库曼共产党成立60周年的比赛中，他荣获二等奖和获奖文凭。经济改革（约1985-1991年）导致包括拜拉莫夫在内的许多人生活艰难，基本的家庭用品和食物紧缺，但他在1980年代仍然高产。 拜拉莫夫坚持不懈且不知疲倦地工作，醉心于艺术创造中。他继续丰富他的艺术系列，更多地关注肖像和静物绘画，尤其是花卉。
1985年，拜拉莫夫开始创作他最著名的主题作品之一 ——致敬过去伟大的西班牙艺术家，作品题为《金色迷雾》。该作品直到2001年才完成。
在20世纪80年代，拜拉莫夫在各地举办了许多个人展览，人气和名声鹊起。这些展览包括俄罗斯莫斯科（1980年，1984年）；东德柏林（1981年）；俄罗斯乌里扬诺夫斯克（1984）；土库曼斯坦阿什哈巴德（仅在1986年便举行两次展览）；以及匈牙利布达佩斯（1986年）。

### 20世纪90年代
在持续获得艺术评论界认可和受大众欢迎的情况下，1991年，拜拉莫夫获得他本国的最高艺术头衔——土库曼斯坦人民艺术家。
1998年，拜拉莫夫被任命为吉尔吉斯斯坦国家艺术学院院士，一同获得委任的还有艺术家Suhrob Kurbanov，Tahir Salahov，Turgunbai Sadykov和Erbolat Tolepbai。在获得这一殊荣的同时，他又在比什凯克艺术学院举办的吉尔吉斯斯坦院士国际展览上，提供作品参展。

### 21世纪00年代
在整个21世纪00年代，拜拉莫夫继续在土库曼斯坦和世界各地巡回展览，并做了大量工作，包括乌克兰的展览，2000年他在位于基辅的俄罗斯艺术国家博物馆举行个展，其他展览包括：俄罗斯（2003年），泰国（2004年），土耳其（2002年和2004年），马尔代夫（2004年），阿拉伯联合酋长国（2003年和2007年之间的多次展览），荷兰（2008年），意大利（2009年），比利时（2010年）和法国（2010年）。 2008年，拜拉莫夫在土库曼斯坦阿什哈巴德举行了两个回顾展，庆祝70岁生日和他50年艺术生涯里程。
基于他一生的艺术成就和对土库曼斯坦文化的贡献，2008年土库曼斯坦总统向他颁发的“祖国的爱”奖牌。

### 21世纪10年代
从2010年到2014年，拜拉莫夫保持他的创作高产量，创作了超过90幅油画。
2012年，拜拉莫夫在加拿大度过了六个月，在那里他创作了一系列著名的题为《加拿大之秋》的风景画。2014年，拜拉莫夫的画在加拿大安大略省多伦多展出，这是他在北美的第一个展览。   2015年，拜拉莫夫的摄影作品在在多伦多举行首次展览，名为《通过杜迪·拜拉莫夫的眼睛：土库曼村庄生活，20世纪60年代至80年代》，展出了他的黑白摄影作品，作为加拿大丰业银行Contact摄影节的特色展览展出  。  相应的画册由杜迪·拜拉莫夫艺术基金会与史密森学会的亚洲文化史计划联合出版   。
2015年，在美国土库曼斯坦大使馆的支持下，在华盛顿举行的世界银行艺术计划举办了一场杜迪·拜拉莫夫的作品个展。这个展览的开幕恰逢庆祝土库曼斯坦独立24周年及中立20周年纪念。

## 艺术风格
杜迪·拜拉莫夫在他丰富的职业生涯中创造了5000多件艺术品，包括油画和纸上作品。他也是一个充满激情的摄影师，虽然他认为摄影只是他艺术创作过程的一部分，从未想公开他的摄影作品。因此，直到他去世后，他大量的摄影作品才得以展出。
拜拉莫夫的作品跨越四种类型：肖像画，静物画，风景画和主题创作，其中以肖像画最为出名。早在1975年，人们就注意到，“虽然他也画风俗画和风景画，但他绘制的肖像特别引人注目。”     他被认为是同辈中“无与伦比的肖像画大师”。    拜拉莫夫深入地了解他绘画对象的性格和内心世界，在画布上表达出他们多样的个性，展现出他们最出色的品质。 拜拉莫夫说他之所以能做到这样，是因为他“坚持寻找每个人独有的亮点”。   他试图把印象派对整体情景的把握，古典写实主义对细节的描绘，以及土库曼斯坦丰富的艺术传统协调地共冶一炉。拜拉莫夫从各行各业的人身上找灵感，不论他们来自哪种社会、经济或种族背景。他的绘画主角包括各界人士，从村民到科学家，从陌生人到家庭成员，从儿童到老人。拜拉莫夫富有同理心，又能与他的绘画对象密切融洽相处，这些特质有助于他在肖像绘画领域的成功。
虽然拜拉莫夫以绘制肖像画最为著名，他的静物和风景作品也获得高度评价。花卉在拜拉莫夫的静物作品中占有特殊的一席之地。他特别喜欢描绘在每年春天盛开、铺满土库曼斯坦山麓丘陵、颜色饱和且机理丰富的红色罂粟花。拜拉莫夫在静物画中描绘的水果，象征着丰饶的自然和他对本土水果的热爱。他经常描绘苹果，甜瓜，石榴等，这些水果被放置在颜色鲜艳、编织了göl图案的传统土库曼地毯上，也会放置于土库曼的观赏毛毡“keche”（俄语）上。

## 逝世和遗产
2014年2月，杜迪·拜拉莫夫被诊断患有肝癌，于2014年2月14日逝世，留下他的配偶Gozel Bayramova，四个女儿和七个孙辈。
2015年，杜迪·拜拉莫夫艺术基金会在多伦多成立，旨在推广拜拉莫夫的艺术遗产和促进教育。  为了达成这项使命，基金会在多伦多创办拜拉莫夫博物馆。这个博物馆收藏的拜拉莫夫作品数量为世界之最，并会定时安排其作品展出。
拜拉莫夫被广泛认可为中亚最重要的画家之一。他的艺术作品被广泛收藏，包括私人收藏，以及在世界各地的博物馆、画廊和文化机构，包括：
- Durdy Bayramov艺术基金会，安大略省多伦多，加拿大
- 德累斯顿画廊，德累斯顿，德国
- 阿什哈巴德美术博物馆，土库曼斯坦
- 马雷美术博物馆，土库曼斯坦
- 土库曼纳巴德美术博物馆，土库曼斯坦
- 巴尔坎纳巴德美术博物馆，土库曼斯坦
- 国家特列季亚科夫画廊，[24] 莫斯科，俄罗斯
- 东方艺术国家博物馆，莫斯科，俄罗斯
- 卡累利阿共和国美术博物馆，彼得罗扎沃茨克，俄罗斯
- 阿穆尔河畔共青城美术博物馆，俄罗斯
- 滨海国家艺术画廊，海参崴，俄罗斯。
- 汤门区美术博物馆，秋明州，俄罗斯
- T. Sadykov（俄语）国家艺术学院博物馆，比什凯克，吉尔吉斯斯坦
- 乌兹别克斯坦国家艺术博物馆，塔什干，乌兹别克斯坦
- 基辅国立俄罗斯艺术博物馆，基辅，乌克兰
- 卢甘斯克地区美术博物馆，卢甘斯克，乌克兰
- Kmitov美术博物馆，乌克兰

## 个人展览
- 2016年，杜迪·拜拉莫夫，多伦多，安大略省，加拿大。 “加拿大土库曼古典音乐节”。 伊斯梅尔中心中心，多伦多
- 2016年，杜迪·拜拉莫夫，阿什哈巴德，土库曼斯坦。在文化部，教育部和阿什哈巴德博物馆的支持下，展览于土库曼斯坦国家运输和交通研究所（为“纪念遗产，改造祖国之年”的主题活动）[25]
- 2016年，杜迪·拜拉莫夫，华盛顿特区，美国。土库曼斯坦驻华盛顿大使馆
- 2015年，杜迪·拜拉莫夫，华盛顿特区，美国。世界银行艺术计划
- 2015年，杜迪·拜拉莫夫，多伦多，安大略省，加拿大。 《通过杜迪·拜拉莫夫的眼睛：土库曼乡村生活，20世纪60年代至80年代》（世界上第一个杜迪·拜拉莫夫摄影展）
- 2014年，杜迪·拜拉莫夫，多伦多，安大略省，加拿大。 “我的生活属于艺术，艺术属于人民”
- 2013年，杜迪·拜拉莫夫，阿什哈巴德，土库曼斯坦（庆祝杜迪·拜拉莫夫75岁生日特展）
- 2008年，杜迪·拜拉莫夫，阿什哈巴德艺术家联盟展览馆，土库曼斯坦（庆祝Bayramov70岁生日和他50年艺术生涯里程）
- 2008年，杜迪·拜拉莫夫，美术博物馆，阿什哈巴德，土库曼斯坦
- 2003年，杜迪·拜拉莫夫，阿什哈巴德，土库曼斯坦
- 2000年，杜迪·拜拉莫夫，基辅俄罗斯艺术国家博物馆，基辅，乌克兰
- 1998年，杜迪·拜拉莫夫，阿什哈巴德，土库曼斯坦
- 1986年，杜迪·拜拉莫夫，布达佩斯，匈牙利
- 1986年，杜迪·拜拉莫夫，阿什哈巴德，土库曼苏维埃社会主义共和国。《阿什哈巴德—库尼亚乌尔根奇古城—阿什哈巴德》
- 1986年，杜迪·拜拉莫夫，阿什哈巴德，土库曼苏维埃社会主义共和国
- 1984年，杜迪·拜拉莫夫，乌里扬诺夫斯克，俄罗斯
- 1981年，杜迪·拜拉莫夫，柏林，德意志民主共和国
- 1980年，杜迪·拜拉莫夫，莫斯科，俄罗斯
- 1978年，杜迪·拜拉莫夫，阿什哈巴德，土库曼苏维埃社会主义共和国
- 1975年，杜迪·拜拉莫夫，基辅，乌克兰
- 1971年，杜迪·拜拉莫夫，哈勒，德意志民主共和国
- 1970年，杜迪·拜拉莫夫，阿什哈巴德，土库曼苏维埃社会主义共和国。 《通过印度》

## 奖项和荣誉
- 2011年，“土库曼斯坦独立20周年”纪念奖章
- 2009年，Byashim Nurali奖，土库曼斯坦艺术家联盟
- 2008年，土库曼斯坦总统颁发“祖国的爱”奖牌
- 1998年，吉尔吉斯共和国，国家艺术学院院士
- 1991年，土库曼苏维埃社会主义共和国，人民艺术家
- 1984年，庆祝土库曼苏维埃社会主义共和国和土库曼共产党成立60周年的比赛二等奖和获奖文凭
- 1980年，土库曼苏维埃社会主义共和国，荣誉艺术工作者
- 1978年-1979年，土库曼苏维埃社会主义共和国艺术比赛二等奖和获奖文凭
- 1975年，题为《女性肖像》的作品获全国大赛三等奖和获奖文凭，莫斯科，苏联
- 1974年，国民经济成就展览（VDNKh）金牌，莫斯科，苏联
- 1974年，土库曼苏维埃社会主义共和国最高委员会和部长理事会荣誉证书
- 1974年，纪念土库曼斯坦苏维埃社会主义共和国成立50周年比赛二等奖和获奖文凭
- 1972年，苏联列宁共青团奖；苏联全国青年艺术家展览二等奖和获奖文凭
- 1970年，土库曼斯坦苏维埃社会主义共和国，列宁共青团奖
- 1965年，土库曼斯坦苏维埃社会主义共和国最高委员会，荣誉证书